# Isiah Warner
Isiah Manuel Warner est né le 20 juillet 1946 à Bunkie aux États-Unis, est un professeur Boyd et Phillip W. West de chimie de surface et analytique et vice-président des initiatives stratégiques à la Louisiana State University. Il est également professeur au Howard Hughes Medical Institute. Warner a remporté de nombreux prix nationaux et internationaux pour la chimie et le mentorat d'étudiants dans les sciences. Il a publié plus de 350 publications évaluées par des pairs et possède plusieurs brevets.

## Biographie
Isiah Warner est né à Bunkie, en Louisiane, en 1946. Il est diplômé de l'Université du Sud où il a obtenu son baccalauréat en chimie. Warner a obtenu son doctorat en chimie analytique de l'Université de Washington en 1977. Après une expérience de recherche postdoctorale, Warner a commencé sa carrière universitaire à l'Université Texas A&M où il a été le premier professeur afro-américain de chimie et où il a obtenu la titularisation et la promotion au poste de professeur associé,. Après avoir obtenu son poste permanent et sa promotion, Warner a transféré son laboratoire de recherche à l'Université Emory et a été promu professeur titulaire en 1986. En 1992, Warner est retourné en Louisiane et occupe le poste de professeur Phillip W. West de chimie de surface et analytique à la Louisiana State University. Il a pris sa retraite en tant que professeur émérite en décembre 2021, son rôle le plus récent étant celui de vice-président des initiatives stratégiques à la LSU et celui de professeur au Howard Hughes Medical Institute,.
Warner a reçu un doctorat honorifique de l'Université Marquette. Il a été reconnu pour ses recherches en chimie et son mentorat. Warner a été nommé membre de l'American Chemical Society en 2009. Il est récipiendaire du prix NOBCChE Percy L. Julian

## Recherche et mentorat
Warner est un chimiste analytique des matériaux, dont les recherches portent sur la spectroscopie de fluorescence, les milieux organisés et la chimie des liquides ioniques, en particulier appliquée aux matériaux en phase solide. Il est connu pour son mentorat auprès des étudiants en chimie et pour son intérêt pour l'avancement des femmes et des chimistes de couleur. Il a remporté de nombreux prix pour son mentorat, notamment. Il a diplômé 67 doctorants de son groupe, dont un nombre important de femmes et de minorités, contribuant ainsi à faire de la Louisiana State University le leader dans la production de femmes et d'étudiants doctorants afro-américains.

## Vie personnelle
Warner est né en 1946 à DeQuincy, en Louisiane, de Humphrey et Erma Warner. Son intérêt pour la science a commencé très jeune, lorsqu'il a mené sa première expérience en buvant du kérosène pour voir pourquoi cela créait de la lumière. Lui et sa femme, Della Blount Warner, ont trois enfants : Isiah Jr., Edward et Chideha.

## Honneurs, décorations, prix et distinctions
- 1997 : Prix présidentiel d'excellence en mentorat en sciences, mathématiques et ingénierie[9]
- 1988 : Prix Percy L. Julian de l'Organisation nationale pour l'avancement professionnel des chimistes et ingénieurs chimistes noirs
- 2000 : Prix du professeur distingué de la LSU
- 2000 : Prix CASE de l'enseignant de l'année en Louisiane
- 2004 : Université de Washington, Collège des arts et des sciences, Prix d'ancien élève distingué
- 2005 : Prix George Washington Carver de l'Université Tuskegee
- 2005 : Prix Charles E. Coates – Section locale de l'ACS
- 2005 : Université Marquette, doctorat honorifique en sciences
- 2007 : Prix de l'Association des chimistes analytiques (Anachem)
- 2008 : Prix de la division de chimie analytique de l'ACS en analyse spectrochimique
- 2009 : Membre de l'American Chemical Society – Classe inaugurale[10]
- 2010 : Membre de la Société de spectroscopie appliquée (en) (SAS)
- 2013 : Prix de l'American Chemical Society en chimie analytique[11]
- 2014 : Prix régional Stanley C. Israel pour la promotion de la diversité dans les sciences chimiques (ACS), 19 novembre 2013[12]
- 2014 : Prix Henry Hill de la division des relations professionnelles de l'American Chemical Society (ACS) pour contributions exceptionnelles au professionnalisme
- 2014 : Prix Oesper (en)
- 2015 : Conférence Iddles
- 2016 : Membre de l'Académie américaine des arts et des sciences
- 2016 : Professeur de l'année de la SEC[13]
- 2018 : Prix Nature pour le mentorat scientifique[14].